# Kosaku Yamada
Kosaku Yamada (japonès: 山田耕筰)  (Tòquio, 9 de juny de 1886 - Tòquio, 29 de desembre de 1965) va ser un compositor i director d'orquestra japonès. És considerat un pioner de la música instrumental clàssica al Japó i va ser un dels primers compositors japonesos d'òpera i simfonia.

## Biografia
Yamada va estudiar cant i teoria musical amb August Junker a Tòquio fins al 1908 i composició amb Max Bruch a l'Acadèmia de les Arts de Prussia fins al 1914. A més del seu treball de composició, va actuar internacionalment com a director. va fundar la Societat de Teatre Musical Japonès el 1920 i la Societat de l'Orquestra Simfònica Japonesa el 1925 i va participar en l'intercanvi internacional a través de la música. – L'any 1936 va participar al concurs d'art amb motiu dels Jocs Olímpics d'Estiu de 1936 de Berlín component una marxa. Tanmateix, la seva aportació no va ser recompensada.
Yamada va compondre vuit òperes (incloent Kurofune), cinc simfonies i sis poemes simfònics, tres "poemes de dansa", una suite orquestral, obres corals, cançons - la seva cançó "Red Dragonfly" (japonès "Akatombo": text de Miki Rofū) es troba entre d'altres. Conegut a tot el país pel seu ensenyament de música a les escoles japoneses - i peces per a piano, així com algunes partitures de pel·lícules (incloent-hi Die Tochter des Samurai ("La filla del samurai") d'Arnold Fanck i Mansaku Itami, 1937). Va ser influenciat estilísticament pel romanticisme tardà europeu, però va utilitzar melodies japoneses. Tota la seva obra inclou més de 1.600 obres. Va ser guardonat amb el premi Asahi el 1940 per la seva obra simfònica.
De la seva estada i estudis a Berlín (1910–13) va utilitzar el nom de Kósçak Yamada, ja que la transliteració de Kosaku sona a cosa italià ("què; cosa") i alemany "vaca", mentre que Kósçak utilitza el dígraf francès sç per a un s sense veu i la u que falta a la pronunciació original japonesa. A més, va tenir en compte el costum occidental de posar el primer nom abans del cognom.
El 1954 Yamada va ser homenatjat com a persona d'especial mèrit cultural i el 1956 va rebre l'Ordre de la Cultura.

## Obres (selecció)
- Reisho, 1909
- Variationen per a piano, 1912
- Ouvertüre D-Dur, 1912
- Die Herbstfeier per a cor i orquestra, 1912
- Hochzeitsklange, 1913
- Ochitaru Tennyo, 1913
- Alladine et Palomides, 1913
- Shichinin no Ōjo, 1913–16
- Ayame, 1931
- Kurofune („Die schwarzen Schiffe“), Òpera, 1940
- Oake, Òpera, 1940
- Hsiang Fei, Òpera, 1946
- Karatachi no Hana per a veu i piano
- Kono Michi per a veu i piano
- Akatombo per a veu i piano